# Michael Christian Martinez
Michael Christian Martinez (* 4. November 1996 in Parañaque City) ist ein philippinischer Eiskunstläufer, der im Einzellauf startet.
Martinez nahm 2014 und 2018 an den Olympischen Winterspielen teil und belegte den 19. bzw. 28. Platz. Er bestritt drei Weltmeisterschaften und erreichte dabei mit Rang 19 bei der Weltmeisterschaft 2016 sein bestes Ergebnis.

## Ergebnisse
| Meisterschaft / Saison          | 2012/13 | 2013/14 | 2014/15 | 2015/16 | 2016/17 | 2017/18 | 2021/22 |
| ------------------------------- | ------- | ------- | ------- | ------- | ------- | ------- | ------- |
| Olympische Winterspiele         |         | 19.     |         |         |         | 28.     |         |
| Weltmeisterschaften             |         |         | 21.     | 19.     | 24.     |         |         |
| Vier-Kontinente-Meisterschaften | 16.     | Z       | Z       | 9.      | 14.     |         |         |
| Juniorenweltmeisterschaften     | 5.      |         |         |         |         |         |         |
| Cup of Austria                  |         |         |         |         |         |         | 23.     |
| Finlandia Trophy                |         |         |         |         |         |         | 24.     |

Z = Zurückgezogen